# قائمة الشركات المدرجة في بورصة بيروت
بورصة بيروت هي سوق الأوراق المالية الوحيدة العاملة في لبنان.[1] ترجع بداياتها إلى سنة 1920 زمن الانتداب الفرنسي. وقع سن قوانين تنظم السوق سنة 1945. شهدت السوق فترتها الذهبية في الخمسينات والستينات قبل أن تشهد ركودا بسبب الحرب. أغلقت السوق سنة 1983 بسبب الوضع الاقتصادي والأمني المتدهور. أعيد فتحها في سبتمبر 1995 لتعود التعاملات فيها في يناير1996. بلغت قيمتها السوقية في 31 ديسمبر 2006 8.3 مليار دولار.
تأسست بورصة بيروت ثاني أقدم سوق مالى في المنطقة في عام 1920 بموجب مرسوم من المفوض الفرنسي. تركز التداول في ذلك الوقت على معاملات الذهب والعملات ولكن في الثلاثينيات من القرن الماضي كان هناك تدفق للاستثمارات الفرنسية والسورية والمحلية اللبنانية التي مكّنت من ازدهار سوق لبنان للأوراق المالية لا سيما مع تأسيس شركات مساهمة لبنانية فرنسية مختلطة. التي تم نقلها في وقت واحد في بورصة باريس وبيروت للأوراق المالية. زاد النشاط في الخمسينيات والستينيات مع تجنيد العديد من الشركات المصرفية والصناعية والخدماتية إلى جانب 50 سندات مدرجة.
توقف نشاط التداول في الحرب الأهلية اللبنانية في عام 1983. بعد 11 عامًا، أعادت لجنة إدارية جديدة (بالتعاون مع بورصة باريس) إطلاق بورصة بيروت من خلال لائحة داخلية جديدة وآليات وأنظمة تجارية وأنظمة تجارية جديدة. تم إدخال نظام وسطاء أوتوماتيكي جديد، استنادًا إلى سعر التثبيت بدلاً من الوسطاء التقليديين. في 22 نوفمبر 1996 ، أعادت بورصة بيروت رسمياً إطلاق نشاط التداول في قاعتها. وقعت بورصة بيروت وبورصة باريس اتفاقية تعاون في يونيو 1999 وتم تعيين نظام يورنكست الأوروبي الجديد. في عام 2000 تم إدراج أشكال جديدة من الأوراق المالية مثل GDR (الإيداع العالمي للإيداع) وأسهم صناديق الاستثمار والأسهم المفضلة وأسهم الأولوية وأي مشتقات أخرى قابلة للتداول. في أواخر عام 2006 أطلقت بورصة بيروت نظامًا جديدًا للتداول عن بُعد ويسمح للوسطاء بالتداول مع الأوراق المالية المدرجة في البورصة «عن بعد» من مكاتبهم الخاصة.
تحتوي البورصة على جلسات ما قبل التداول من الساعة 09:00 صباحًا إلى الساعة 09:30 صباحًا وجلسات التداول العادية من الساعة 9:30 صباحًا إلى الساعة 12:30 مساءً في جميع أيام الأسبوع باستثناء أيام السبت والأحد والعطلات الرسمية التي أعلنتها البورصة مسبقًا.

## الشركات
| القطاع           | الاسم                     | الدرجة               | عدد الأسهم المدرجة | النوع        |
| ---------------- | ------------------------- | -------------------- | ------------------ | ------------ |
| العقارات والبناء | سوليدير ش. م. ل           | أ                    | 100,000,000        | أسهم عادية   |
|                  |                           | ب                    | 65,000,000         | أسهم عادية   |
|                  | بنك عوده ش. م. ل          | أسهم الشركات المدرجة | 32,902,309         | أسهم عادية   |
|                  |                           | ج.د.ر                | 9,829,902          | ج.د.ر        |
|                  |                           | ج                    | 4,000,000          | أسهم ممتازة  |
|                  |                           | د                    | 1,250,000          | أسهم ممتازة  |
|                  | بنك B. L. C ش. م. ل       | أسهم الشركات المدرجة | 50,900,000         | أسهم عادية   |
|                  | بنك بيروت ش. م. ل         | أسهم الشركات المدرجة | 13,535,945         | أسهم عادية   |
|                  |                           | ب                    | 3,000,000          | أسهم ممتازة  |
|                  |                           | ج                    | 2,920,000          | أسهم ممتازة  |
|                  |                           | د                    | 4,000,000          | أسهم ممتازة  |
| المصرفية         | بنك بيبلوس ش. م. ل        | أسهم الشركات المدرجة | 205,023,723        | أسهم عادية   |
|                  |                           | المفضل               | 1,000,000          | أسهم ممتازة  |
|                  |                           | الأولوية             | 206,023,723        | الأولوية سهم |
|                  | بنك بيمو ش. م. ل          | أسهم الشركات المدرجة | 5,400,000          | أسهم عادية   |
|                  |                           | المفضل               | 200,000            | أسهم ممتازة  |
|                  | بنك لبنان والمهجر ش. م. ل | ج.د.ر                | 7,389,601          | أسهم عادية   |
|                  |                           | أسهم الشركات المدرجة | 7,166,667          | أسهم عادية   |
|                  |                           | 2004                 | 750,000            | أسهم ممتازة  |
|                  |                           | 2005                 | 1,000,000          | أسهم ممتازة  |
| التداول          | يونس موتور. S. A. L.      | أسهم الشركات المدرجة | 10,400,000         | أسهم عادية   |
|                  | هولسيم (لبنان) ش. م. ل    | أسهم الشركات المدرجة | 19,516,040         | أسهم عادية   |
| الصناعية         | بلانك S. A. L.            | حامل                 | 6,000,000          | أسهم عادية   |
|                  |                           | الاسمية              | 3,000,000          | أسهم عادية   |
|                  | S. A. L.                  | الاسمية              | 4,290,000          | أسهم عادية   |
|                  |                           | حامل سى              | 8,580,000          | أسهم عادية   |
|                  | بيروت الدخل العالمي       | أسهم الشركات المدرجة | 340,000            | أسهم عادية   |
|                  | صندوق بيروت المفضل        | أسهم الشركات المدرجة | 325,756            | أسهم عادية   |
| الأموال          | صندوق ليرة بيروت          | أسهم الشركات المدرجة | 275,000            | أسهم عادية   |
|                  | الدخل الذهبي لبيروت       | أسهم الشركات المدرجة | 410,000            | أسهم عادية   |